# Giovanni Comisso
Giovanni Comisso (né le 3 octobre 1895 à Trévise, Vénétie - mort le 21 janvier 1969 dans la même ville) est un écrivain et aventurier italien.

## Biographie

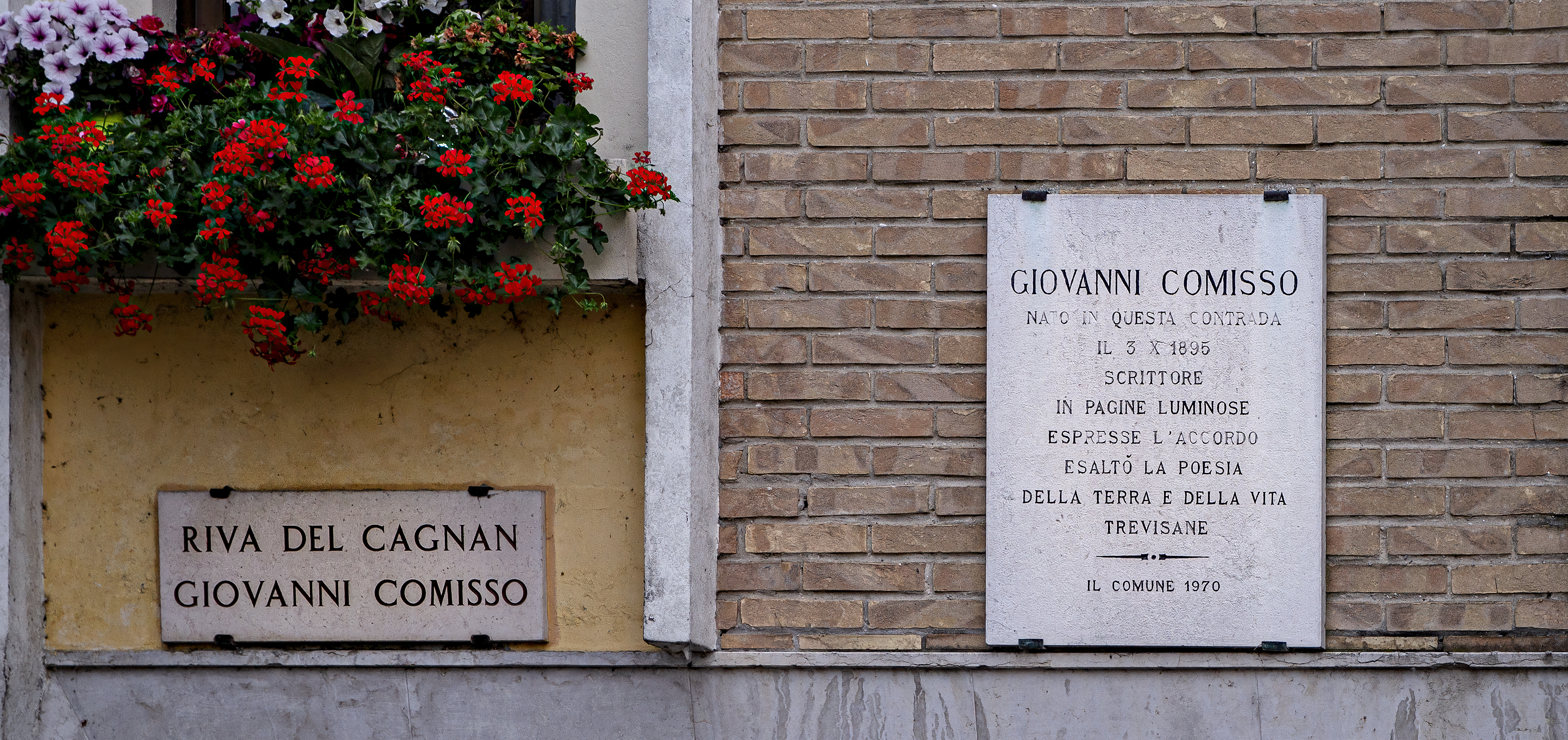
Plaque commémorative de Giovanni Comisso à Trévise

En 1919, jeune officier il rejoint les troupes d'occupation interalliées de Fiume (Rijeka). Lorsque le poète Gabriele D'Annunzio s'empare de la ville avec ses arditi (légionnaires «  hardis »), il déserte et rejoint les mutins.
En février 1920, Comisso intègre le « bureau des relations extérieures » dirigé par Léon Kochnitzky, un organisme de propagande internationale ayant pour objectif de fédérer tous les révoltés de la terre depuis les Irlandais jusqu'aux Égyptiens. Il se lie d'amitié avec Guido Keller, aviateur gourou chargé des opérations coups de main en Adriatique (piraterie).
Il publia « Le mie stagioni » sur son aventure fiumaine avec D'Annunzio

## Romans
- 1924 - Il porto dell'amore (republié en 1928 sous le nom Al vento dell'Adriatico)
- 1928 - Gente di mare
- 1955 - Un gatto attraversa la strada
- 1968 - Attraverso il tempo

## Publications posthumes
- 1969 - Diario 1951-1964
- 1974 - Il sereno dopo la nebbia

## Histoires
- 1952 - Capricci italiani
- 1954 - Il mio sodalizio con De Pisis
- 1957 - La virtù leggendaria

- Notices d'autorité :   - VIAF
  - ISNI
  - BnF (données)
  - IdRef
  - LCCN
  - GND
  - Italie
  - CiNii
  - Espagne
  - Pays-Bas
  - Israël
  - NUKAT
  - Suède
  - Vatican
  - Australie
  - Norvège
  - Croatie
  - Tchéquie
  - WorldCat